# The Aftermath (album de Midnattsol)
Pour les articles homonymes, voir The Aftermath.
Albums de Midnattsol
The Metamorphosis Melody
(2011)
Singles
1. Herr Mannelig
Sortie : 29 mars 2018
2. The Purple Sky
Sortie : 13 avril 2018
3. The Aftermath
Sortie : 4 mai 2018

The Aftermath est le quatrième album du groupe germano-norvégien de folk/metal gothique Midnattsol, publié le 25 mai 2018 par Napalm Records,.
Un clip vidéo a été réalisé pour le reprise de la ballade médiévale "Herr Mannelig" (avec des paroles en suédois) et "The Purple Sky", réalisée par Michael Rother et Tim Loeschmann.
Une édition limitée est sortie avec un titre bonus.

## Historique
The Aftermath représente le retour du groupe dans les studios d’enregistrement, après sept ans de pause. Carmen Elise Espenæs, chanteuse et compositrice principale chez Midnattsol, a participé à un projet musical parallèle intitulé Savn , et elle était dédiée à ses deux fils nés en 2012 et 2014. De plus, les différences entre certains membres du groupe ont provoqué un plus grand retard dans la production du nouvel album.
En décembre 2017, Liv Kristine (la sœur aînée de Carmen Elise) a été présentée comme la deuxième chanteuse officielle du groupe, après son départ soudain de Leaves' Eyes en 2016. Auparavant, la bassiste Birgit Öllbrunner, le batteur Chris Merzinsky et le guitariste Matthias Schuler a quitté le groupe pour des raisons personnelles avant le début des sessions d'enregistrement, fin 2017.
Stephan Adolph, producteur et nouveau membre, a joué de tous leurs instruments en tant que musicien de session. Adolph (un ami du claviériste Daniel Fischer) avait déjà travaillé avec Midnattsol sur leur premier album Where Twilight Dwells (2005).

## Style musical et écriture
L'album se caractérise par sa grande variété de composition, comprenant des chansons plus lentes que dans les précédentes, dans un style doom metal comme la version sombre de "Herr Mannelig", des thèmes énergiques tels que "Syns sang" (à propos de la déesse nordique Syn), ballades folkloriques telles que "Vem kan segla", ainsi qu'un plus grand nombre de paroles en norvégien.
Sur le plan lyrique, comparé à son prédécesseur lointain The Metamorphosis Melody (2011), The Aftermath est beaucoup plus influencé par le folklore nordique, notamment des chansons de metal gothique au contenu social sombre comme "Ikje glem meg" (environ le massacre d'Utøya en 2011) ou "The Aftermath". En ce qui concerne l'écriture, Espenæs a déclaré:

[...] Il y avait aussi des éléments folkloriques sur les autres albums, mais sur notre nouvel album «The Aftermath», je pense vraiment que c'est encore plus, et c'est une direction dans laquelle nous nous dirigeons de plus en plus. Je me sens inspirée par les chansons et les contes folkloriques et j'aime en apprendre davantage sur les premiers jours. Nous n’avions aucune restriction à l’écriture de cet album, nous avions juste la liberté totale de laisser libre cours à notre créativité, nous avons donc chanté et joué des choses que nous n’avions jamais faites auparavant. C'était un sentiment fantastique, j'ai vraiment adoré écrire les chansons avec les autres.

## Liste des chansons
Toutes les paroles écrites par Carmen Elise Espenæs, sauf indication contraire. "Vem kan segla" (une chanson intitulée "Vem kan segla förutan vind?") et "Herr Mannelig" sont des ballades folk suédoises ; toute la musique composée par Midnattsol .
| No  | Titre                                    | Durée |
| --- | ---------------------------------------- | ----- |
| 1.  | The Purple Sky                           | 6:06  |
| 2.  | Syns sang                                | 5:01  |
| 3.  | Vem kan segla                            | 3:47  |
| 4.  | Ikje glem meg                            | 4:22  |
| 5.  | Herr Mannelig                            | 9:05  |
| 6.  | The Aftermath                            | 5:18  |
| 7.  | The Unveiled Truth                       | 3;58  |
| 8.  | Evaluation of Time                       | 6;44  |
| 9.  | Forsaken                                 | 6:05  |
| 10. | Eitrdropar (bonus sur l'édition limitée) | 2:53  |